# St. Marxmen
Albums de M.O.P.
Mash Out Posse
(2004) Ghetto Warfare
(2006)
St. Marxmen ou M.O.P. Salutes the St. Marxmen est une compilation de M.O.P., sortie le 18 octobre 2005.
Elle contient des titres inédits du duo lorsqu'il était sous contrat chez Roc-A-Fella, de nouvelles chansons et quelques featurings comme Ol' Dirty Bastard, 50 Cent ou Jay-Z.
L'album s'est classé 36e au Top Independent Albums et 62e au Top R&B/Hip-Hop Albums.

## Liste des titres
| No  | Titre                                           | Contient un (des) sample(s) de                                   | Durée |
| --- | ----------------------------------------------- | ---------------------------------------------------------------- | ----- |
| 1.  | Flip Intro                                      |                                                                  | 1:07  |
| 2.  | Pain                                            |                                                                  | 3:56  |
| 3.  | Big Boy Game (featuring 50 Cent)                |                                                                  | 2:44  |
| 4.  | It's Hard to Tell (featuring Foxx and Inf)      |                                                                  | 3:29  |
| 5.  | Suicide (featuring Teflon)                      | Ain't No Sunshine de Nancy Wilson                                | 3:26  |
| 6.  | Hip Hop Cops (featuring Wyclef Jean)            |                                                                  | 4:59  |
| 7.  | Pop Shots (Remix) (featuring Ol' Dirty Bastard) |                                                                  | 3:42  |
| 8.  | Classical Skit                                  |                                                                  | 0:15  |
| 9.  | Put It in the Air (featuring Jay-Z)             | Microphone Fiend d'Eric B. and Rakim                             | 4:03  |
| 10. | Skit                                            |                                                                  | 0:09  |
| 11. | Muddy Waters                                    | Classical Gas d'Hugo Montenegro                                  | 4:16  |
| 12. | Party Like a Rock Star                          |                                                                  | 3:59  |
| 13. | Instigator                                      | Woman Is a Woman de Gloria Jones Dirt Off Your Shoulder de Jay-Z | 5:21  |
| 14. | Take a Minute                                   |                                                                  | 3:00  |
| 15. | G Boy Stance                                    |                                                                  | 4:15  |
| 16. | The Wedding (Skit)                              |                                                                  | 4:32  |

| 17. | Second Thoughts | 4:11 |